# Shikotan
Shikotan (tiếng Nga: Шикотан; tiếng Nhật: 色丹島 (âm Hán Việt: Sắc Đan đảo); Ainu: シコタン hay  シコタヌ) hay còn được biết đến với tên Shpanberg (gọi theo Martin Spangberg), là một hòn đảo trong Quần đảo Kuril, thuộc quyền quản lý của tỉnh Sakhalin của Nga nhưng cũng được Nhật Bản tuyên bố chủ quyền cùng với 3 đảo khác ở cực nam Quần đảo Kuril. Đây là một trong 2 đảo mà Liên Xô đã đồng ý trả lại cho Nhật Bản để ký kết một hiệp ước hòa bình giữa hai nước. Tuy nhiên, hiệp ước đã không được ký kết, và các đảo vẫn thuộc thẩm quyền của Liên Xô. Cái tên Shikotan trong tiếng Ainu có nghĩa là "vùng đất với các cộng đồng lớn".
Tổng diện tích đất của Shikotan là 225 km ². Hòn đảo có địa hình đồi núi, trung bình độ cao 300 mét. Đất trên đào rất nhấp nhô và được bao phủ bởi đồng cỏ biển. Hòn đảo này được hình thành từ đá núi lửa và sa thạch từ kỷ Creta và Đại Tân sinh. Chiều cao so với mặt nước biển cao nhất là 412 mét. Có hai ngọn núi lửa đã tắt vĩnh viễn trên Shikotan: Núi Tomari và Núi Notoro.
Thảm thực vật ở Shikotan gồm chi Lãnh sam, cây lá rụng, cây bụi thấp, bách xù, thông rụng lá.
Đảo có hai huyện là Malokurilskoye (trước kia là Shikotan hay Shakotan) và Krabozavodskoye (trước đây là Anama).
Các hoạt động kinh tế chủ yếu là thủy sản và đánh bắt cá, với các hải sản chủ yếu là cá tuyết, cua và tảo bẹ.
Ngày 4 tháng 10 năm 1994, một trận động đất, tiếp sau đó là sóng thần đã làm hư hại đường bờ biển của Shikotan. 

## Thư viện hình ảnh

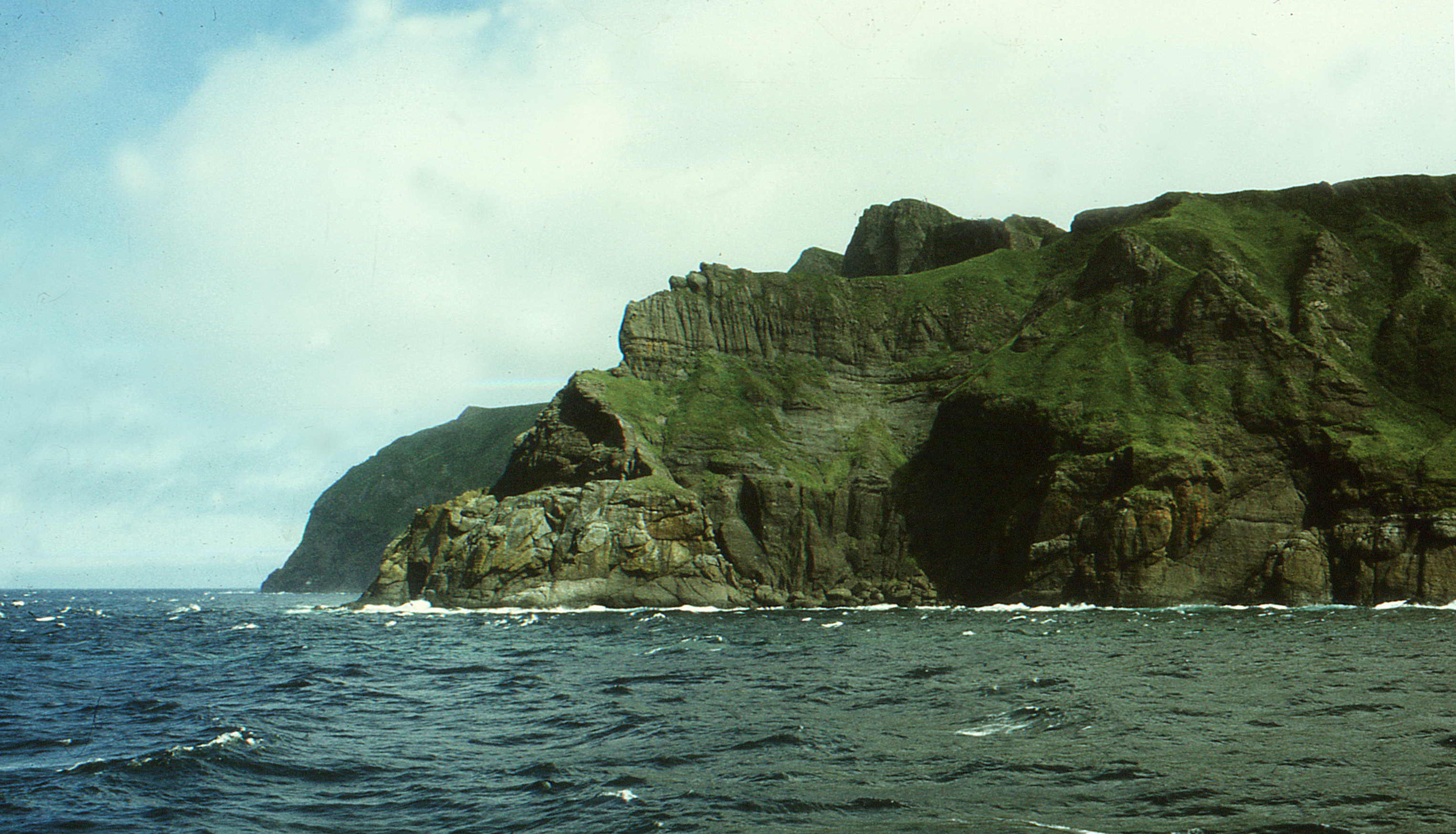
Shikotan, 1990.
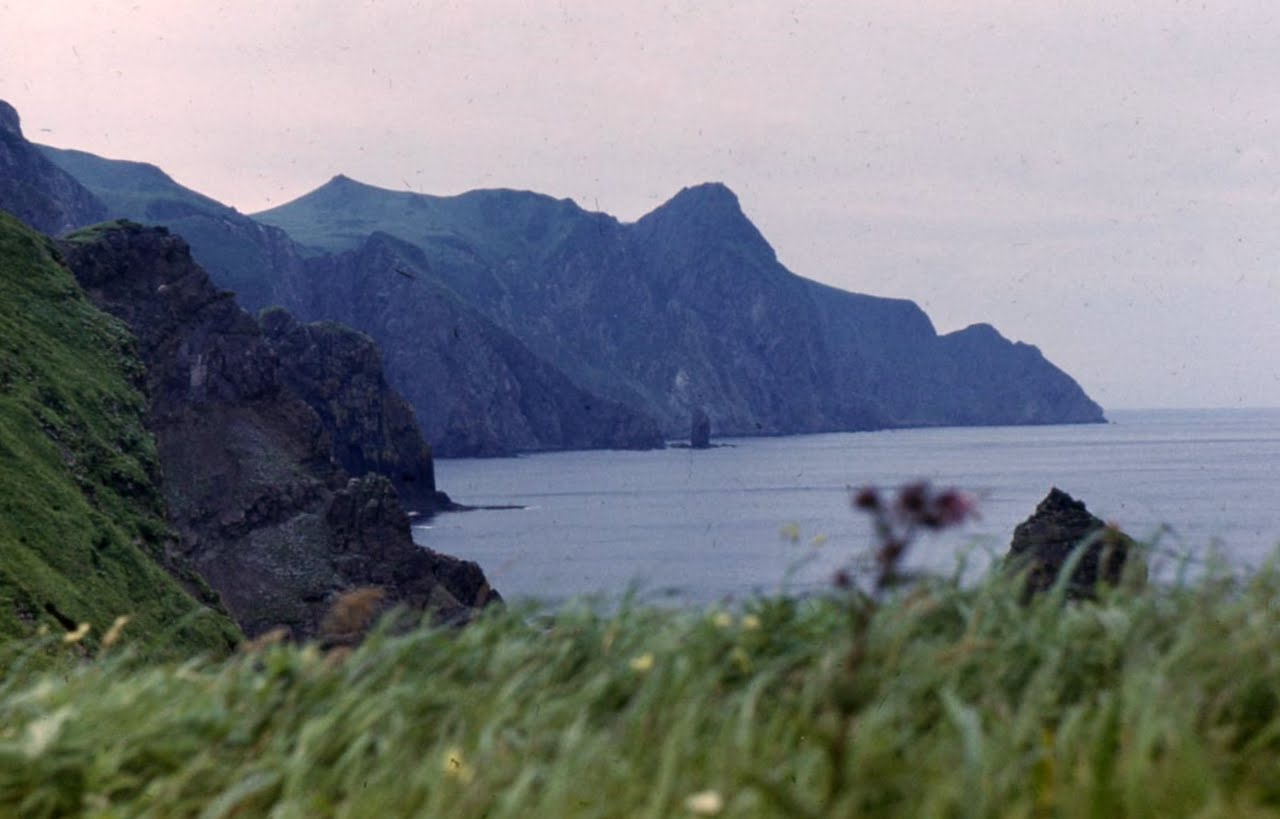
Shikotan, 1980.
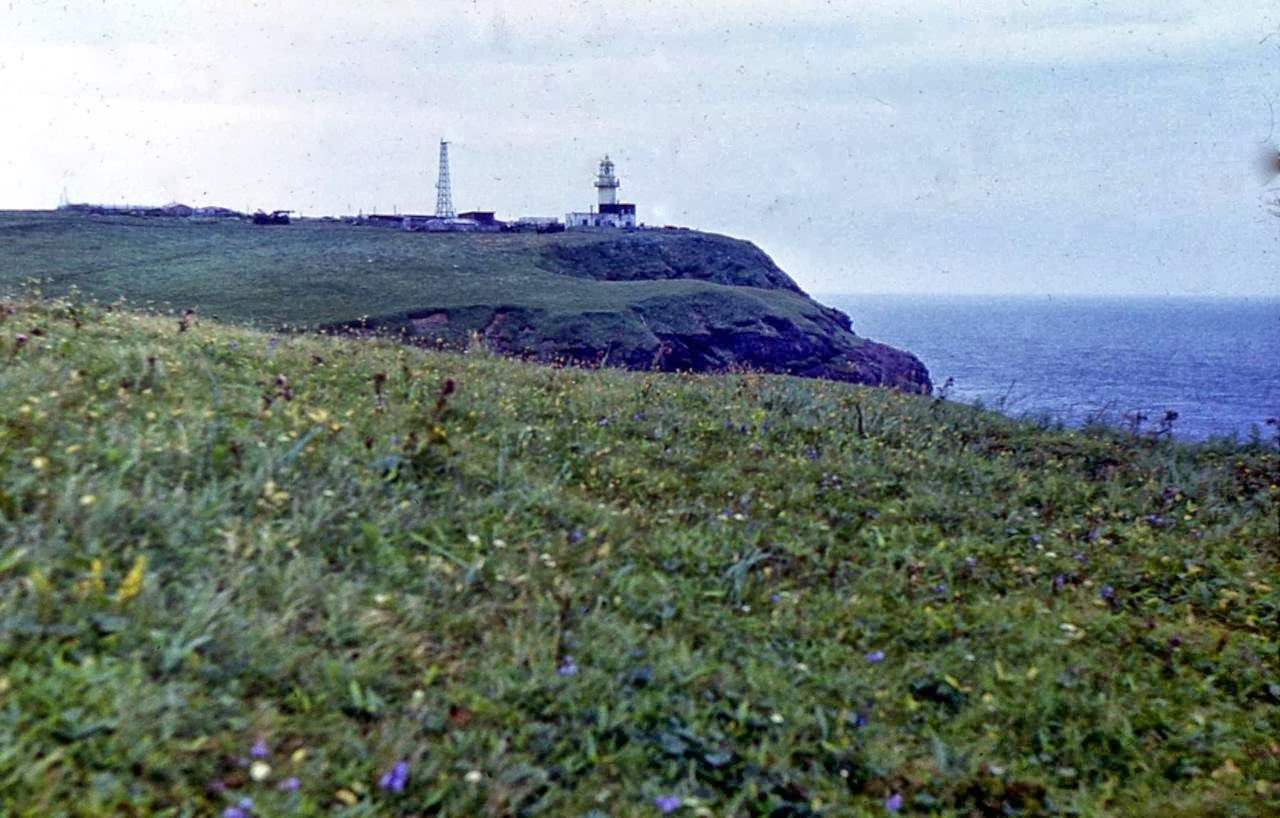
Ngọn hải đăng, 1980.
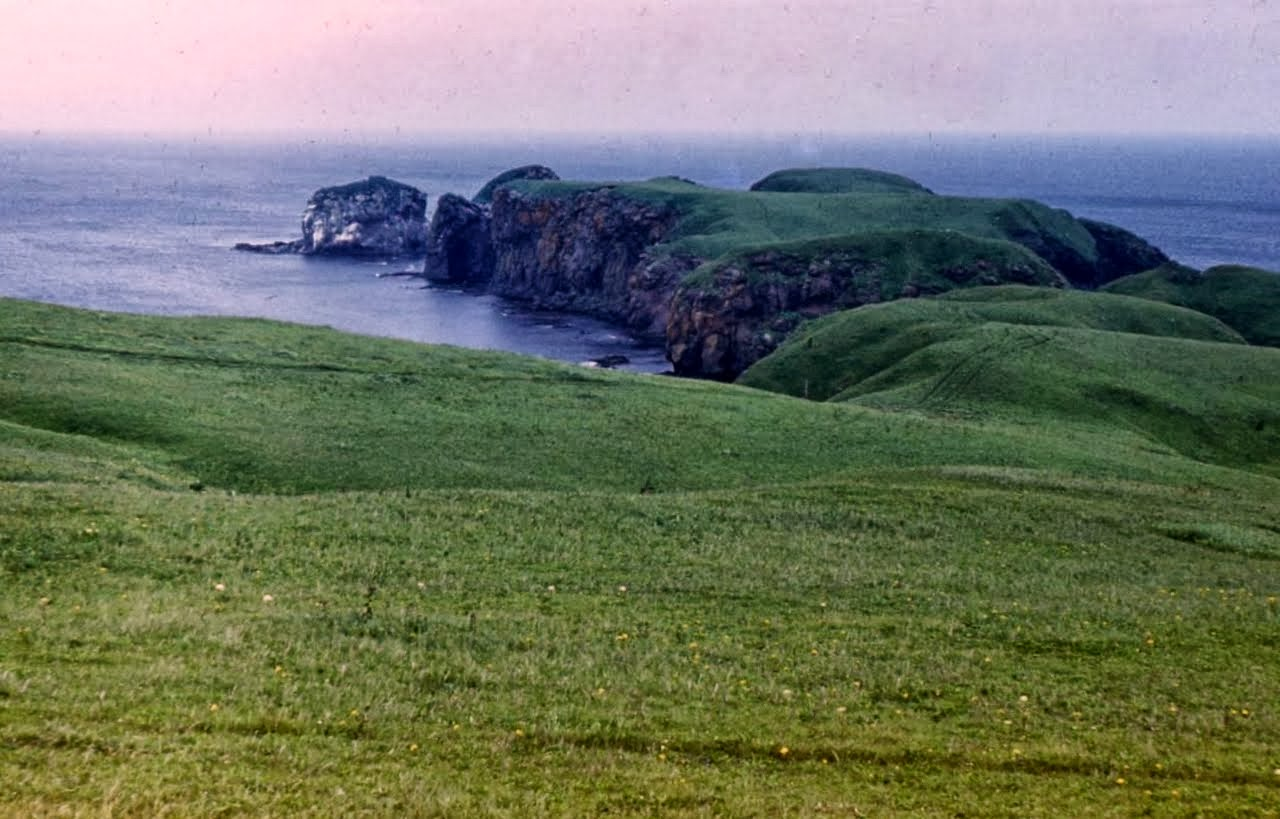
Phong cảnh, 1980.
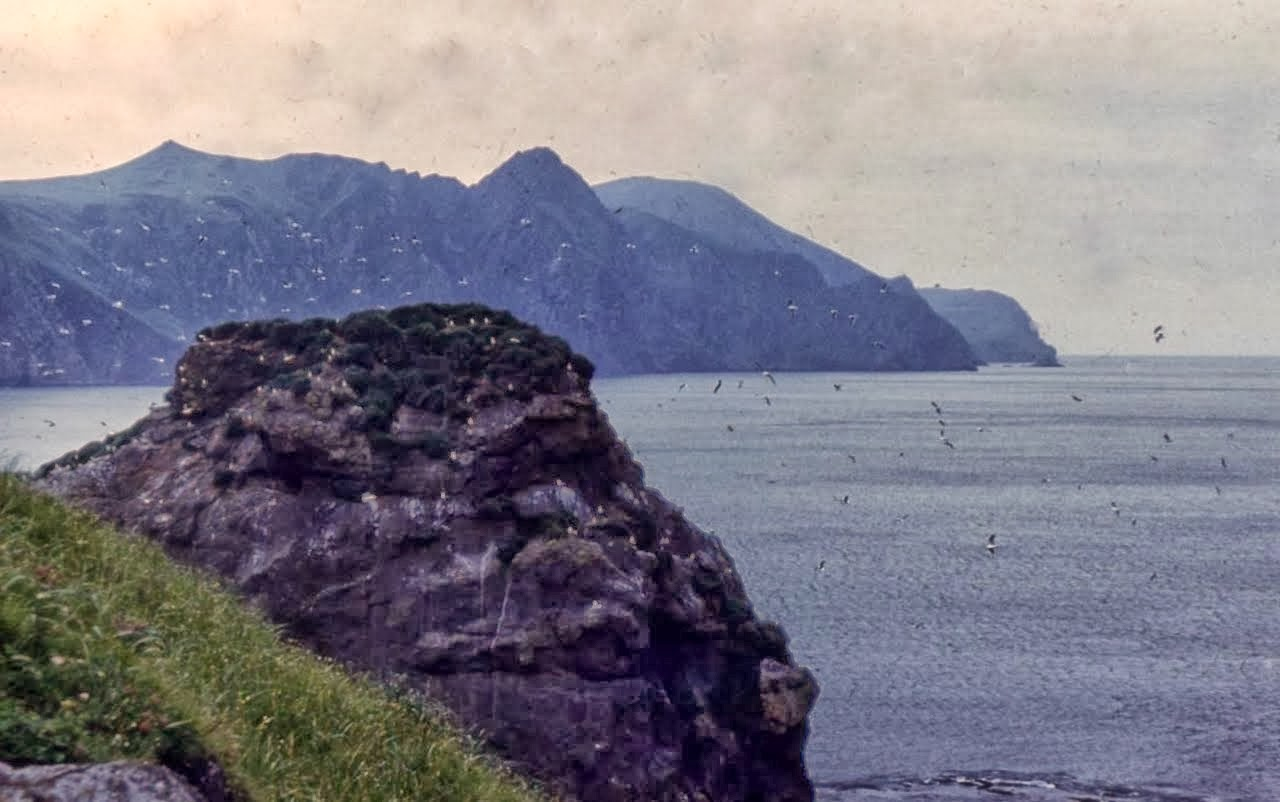
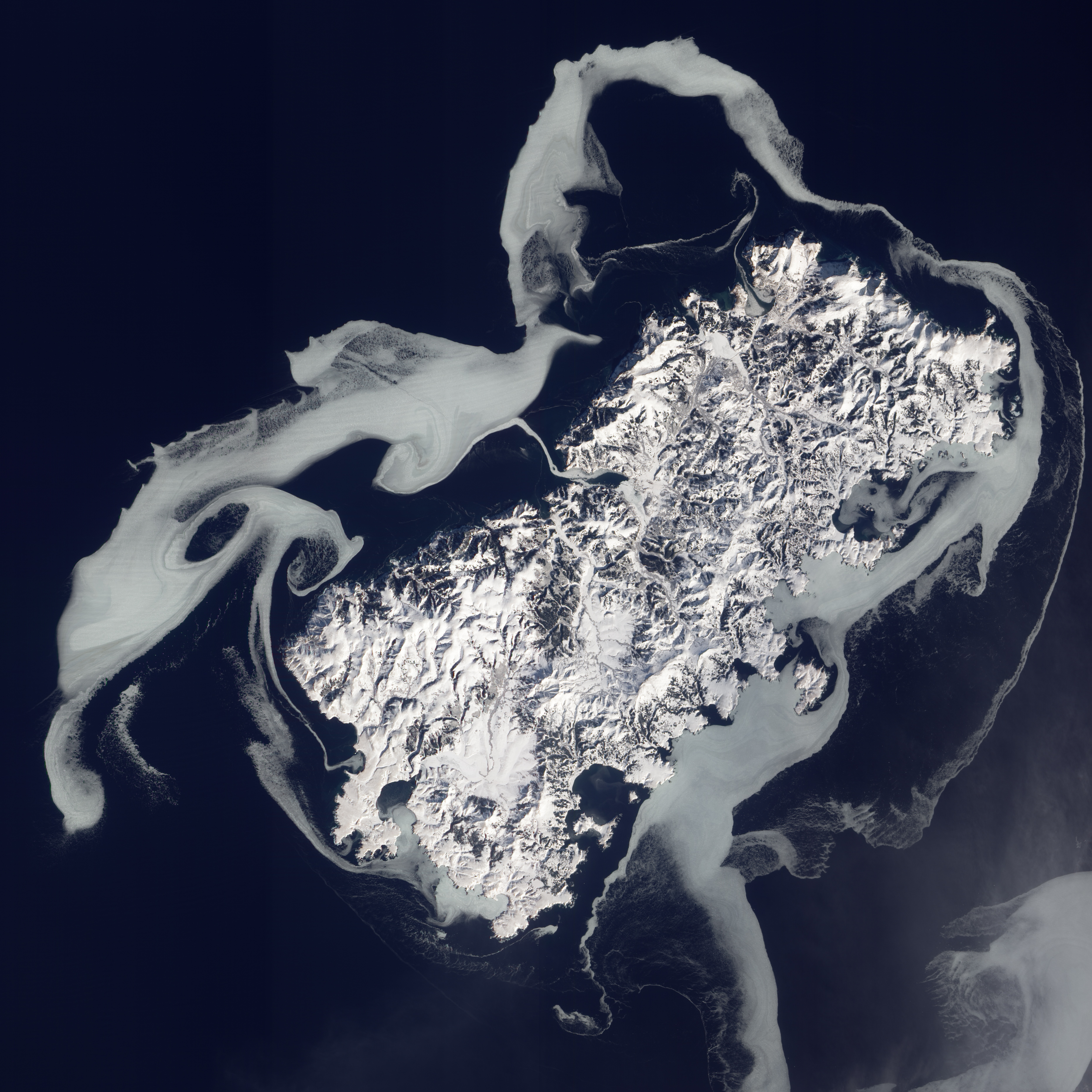
Băng trôi quanh Shikotan.